# Gartmore House

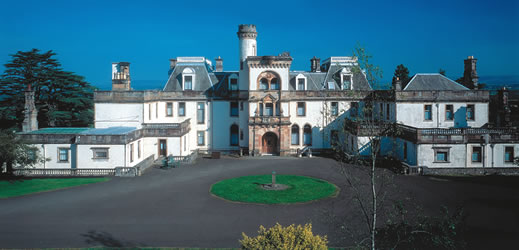
Eingangsfassade von Gartmore House

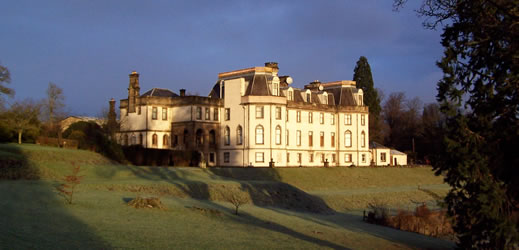
Gartenfassade von Gartmore House

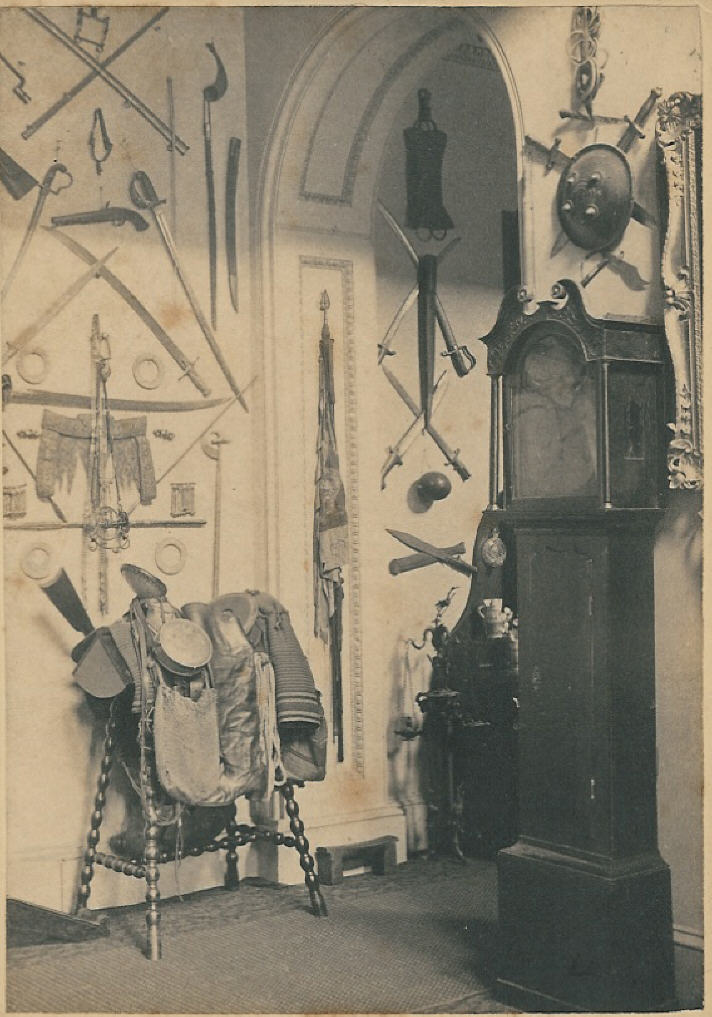
Halle um 1890

Gartmore House ist ein Landhaus im Dorf Gartmore in der schottischen Council Area Stirling. Die Familie Graham ließ es Mitte des 18. Jahrhunderts an Stelle eines älteren Hauses errichten.
Der Architekt William Adam fertigte in den 1740er-Jahren für Nicol Graham of Gartmore Pläne an, aber laut Historic Scotland ist es zweifelhaft, ob er das Haus so entwarf, wie es letztendlich gebaut wurde. Nicol Grahams Sohn, Robert Cunninghame Graham of Gartmore, ließ das Haus 1779–1780 von John Baxter Junior erweitern.

## Beschreibung
1883 wurde Gartmore House das Heim von Robert Bontine Cunninghame Graham (1852–1936). Das kaufte Sir Charles Cayzer, 1. Baronet, das Anwesen. David Barclay, ein Student von Charles Rennie Mackintosh, baute das Landhaus 1901–1902 um; er baute einen Turm an, veränderte das Dach und gestaltete die Westfassade um. Innen wurde die Haupttreppe in die Mitte des Hauses versetzt und sie ist beeindruckend: aus Holz, das laut Cayzer von der spanischen Armada stammen soll, Balustraden und Stützen, die manieristische Formen widerspiegeln.
In den 1940er-Jahren befand sich das Haus unter dem Kommando der Armee und wurde bis 1950 als Kaserne genutzt. Nach dem Krieg nahm die Familie Cayzer es nicht zurück und es wurde stückweise verkauft. 1953 kaufte die Erzdiözese Glasgow Gartmore House, um dort St Ninian’s einzurichten, eine Schule nach Liste D, die von den De-La-Salle-Brüdern, einem römisch-katholischen Orden, betrieben wurde.
Von 1983 bis 1985 wurde Gartmore House nicht genutzt und dann von der The Way in GB Ltd als europäische Basis für The Way International gekauft. Von 1995 bis 1997 stand das Haus erneut leer und dann kaufte es Peter und Anne Sutherland zusammen mit Cloverley Hall und bauten es zu einem Konferenz- und Veranstaltungszentrum um. 2000 wurde Cloverley Hall wieder verkauft und Gartmore House wurde von einem gemeinnützigen Verein übernommen. 2004 wurde es mit Carberry Tower in East Lothian zusammengelegt. Heute ist Gartmore House ein Konferenzzentrum, das von Gruppen, wie Schulen, Orchestern oder religiösen Gruppen, genutzt wird. Kürzlich wurde die Ölheizung durch eine Biomasseheizung ersetzt, um den CO2-Ausstoß zu senken.
Historic Scotland hat Gartmore House als historisches Bauwerk der Kategorie B gelistet.